# Kietz (Zossen)
Kietz war ein Wohnplatz der Stadt Zossen im Landkreis Teltow-Fläming im Land Brandenburg, der heute in der Bebauung der Stadt aufgegangen ist. Ursprünglich handelte es sich dabei um eine mittelalterliche Kietzsiedlung.

## Geographische Lage
Der Ort lag östlich des Stadtzentrums. Im 21. Jahrhundert erinnert lediglich noch der Platz Am Kietz an den Siedlungsplatz. Auf der Nord- und Ostseite des Platzes verläuft die Bundesstraße 96, von der nach Osten die Bundesstraße 246 abzweigt. Der zentrale Bereich des Platzes ist eine Grünfläche, auf der mehrere Denkmäler stehen.
Die Form als dreieckiges Platzdorf gilt als ungewöhnlich für Kietzsiedlungen, die ansonsten meistens als Straßendorf ausgeprägt sind. Wie fast alle Kietzsiedlungen entstand auch der Zossener Kietz in der Nähe einer Burg, die auf der anderen Seite der Stadt lag.

## Geschichte
Die erste bekannte urkundliche Erwähnung des Zossener Kietzes stammt von 1430 als uff dem Kyse und als „Kietz vor dem Städtchen“ beschrieben. Er gehörte von vor 1430 der Herrschaft Zossen. Die Schreibweise wandelte sich im Jahr 1442 zu hinter dem Kyße und bestand zu dieser Zeit aus einer Schäferei hinter, 1491 in der Schreibweise auf dem Kietz. Zu dieser Zeit wurden dort 183 Schafe gehalten. 1501 wurde erneut eine „Schäferei auf dem Kietz“ erwähnt. Der Name wandelte sich im Jahr 1541 zum der Kyetz zur Zoossen. 1593 lebten dort 21 Bewohner, die als Kietzer bezeichnet vornehmlich Landwirtschaft betrieben. Einige von ihnen besaßen – typisch für Kietzsiedlungen – zusätzlich das Fischereirecht. Außerdem lebte im Ort ein Schulze.
Vor dem Dreißigjährigen Krieg gab es 1624 im Ort insgesamt 20 Kötter, einen Pachtschäfer sowie einen Hirten. Nach dem Krieg waren es noch der Schulze, zehn Kietzer sowie ein Sohn. Die Bevölkerung stieg nach dieser Zeit wieder leicht an: 1704 waren es neben 20 Kietzern und einem Schulzen auch 10 Büdner. 1711 waren diese wieder verschwunden – es lebten 21 Kietzer und zwei Paar Hausleute im Ort. 1745 erschien Kietz erstmals als Vorstadt zu Zossen. Es bestand zu dieser Zeit aus 20 Häusern, sechs Budenstellen sowie drei Freisitzen. Zehn Jahre später lebten 21 Kietzer und acht Büdner im Ort. 1771 bestanden in Kietz 20 Giebel (=Wohnhäuser); es gab zwei Paar Hausleute.
1801 war der Kietz mittlerweile mit dem Stadtgebiet von Zossen derart zusammengewachsen, erneut von einer Vorstadt gesprochen wurde, die „innerhalb der Stadt gelegen“ war. Es gab drei Reihen Häuser, in denen 16 Büdner, sieben Einleger, zwei Radmacher und verschiedenen Handwerker lebten und arbeiteten. Weiterhin gab es eine Schmiede und einen Krug. Hinzu kamen drei Wassermühlen und eine Windmühle. Die Statistik berichtete von 32 Feuerstellen (=Haushalte) mit 200 Personen.
1809/1810 wurden der Kietz und die Siedlung Weinberge nach Zossen eingemeindet. 1817 war die Bevölkerung auf lediglich 86 Personen zurückgegangen.
Zu DDR-Zeiten trug der Platz den Namen Leninplatz, ehe er nach 1990 wieder in Am Kietz umbenannt wurde.

## Sehenswürdigkeiten
- Denkmal für die Befreiungskriege

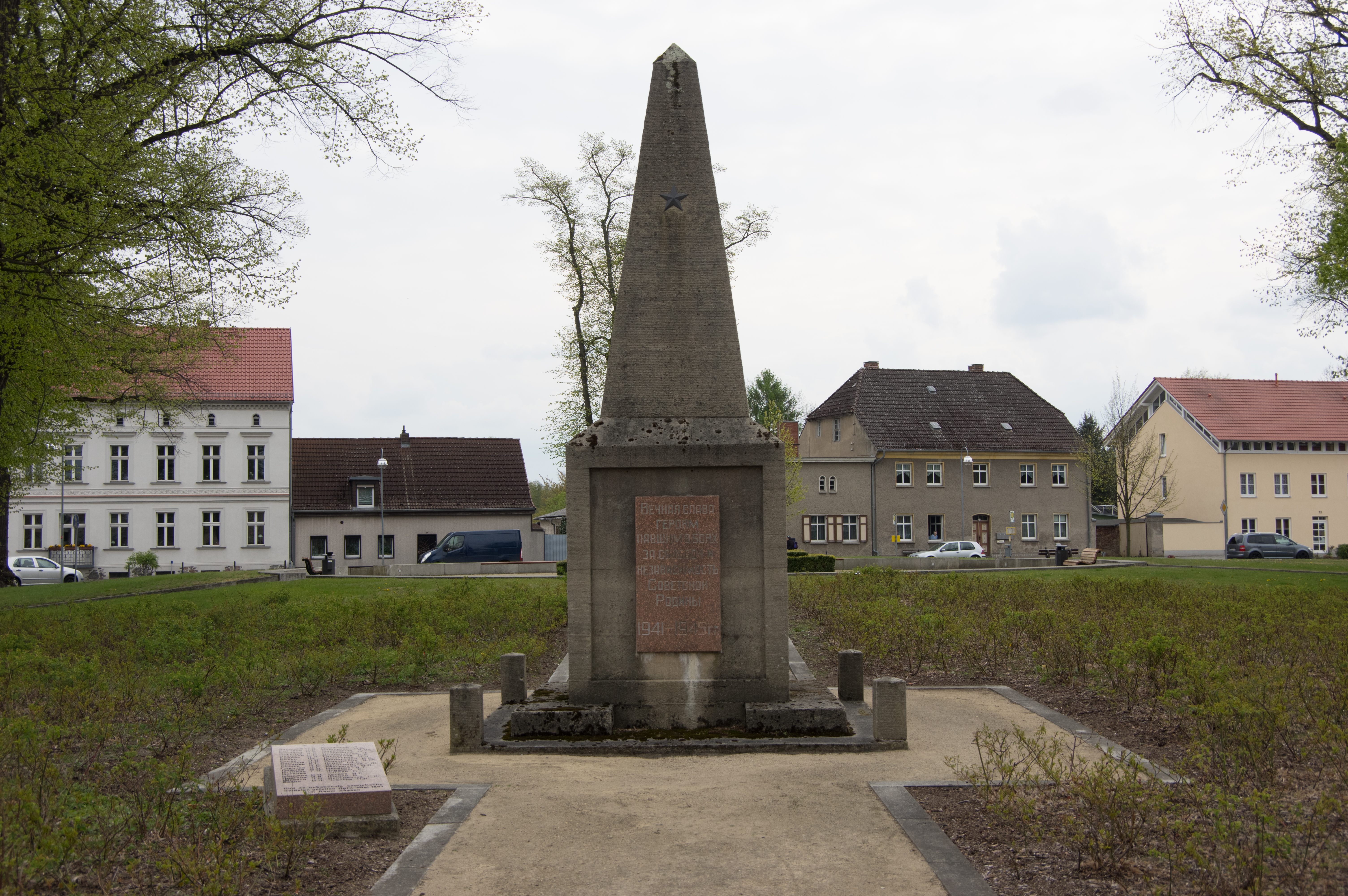
Sowjetisches Ehrenmal

- Denkmal für die Gefallenen sowjetischen Soldaten im Zweiten Weltkrieg